# Lijst van meest voorkomende achternamen van Nederland
Hieronder volgt een lijst met de honderd meest voorkomende achternamen van Nederland in 2007.
Het totaal van de top honderd is 2.048.998 naamdragers op een totaal van 16,38 miljoen Nederlanders in 2007. Ongeveer een op acht had dus een naam uit de top honderd.
|     | Naam                                          | Aantal dragers in Nederland in 2007 | Naamvorm                                                                            |
| --- | --------------------------------------------- | ----------------------------------- | ----------------------------------------------------------------------------------- |
| 1   | de Jong                                       | 86.534                              | Afstammingsnaam                                                                     |
| 2   | Jansen                                        | 75.698                              | Afstammingsnaam, patroniem                                                          |
| 3   | de Vries                                      | 73.152                              | Herkomstnaam                                                                        |
| 4   | van den Berg, van de Berg, van der Berg       | 60.135                              | Adresnaam                                                                           |
| 5   | van Dijk                                      | 57.879                              | Adresnaam                                                                           |
| 6   | Bakker                                        | 56.864                              | Beroepsnaam                                                                         |
| 7   | Janssen                                       | 55.394                              | Afstammingsnaam, patroniem                                                          |
| 8   | Visser                                        | 50.929                              | Beroepsnaam                                                                         |
| 9   | Smit                                          | 43.498                              | Beroepsnaam                                                                         |
| 10  | Meijer, Meyer                                 | 41.497                              | Beroepsnaam                                                                         |
| 11  | de Boer                                       | 39.575                              | Beroepsnaam                                                                         |
| 12  | Mulder                                        | 37.250                              | Beroepsnaam                                                                         |
| 13  | de Groot                                      | 37.221                              | Eigenschapsnaam                                                                     |
| 14  | Bos                                           | 36.479                              | Adresnaam, afstammingsnaam (patroniem)                                              |
| 15  | Vos                                           | 31.154                              | Adresnaam, afstammingsnaam (patroniem), metonymische beroepsnaam, metaforische naam |
| 16  | Peters                                        | 30.864                              | Afstammingsnaam (patroniem)                                                         |
| 17  | Hendriks                                      | 30.199                              | Afstammingsnaam (patroniem)                                                         |
| 18  | van Leeuwen                                   | 28.774                              | Adresnaam                                                                           |
| 19  | Dekker                                        | 28.682                              | Beroepsnaam                                                                         |
| 20  | Brouwer                                       | 26.224                              | Beroepsnaam                                                                         |
| 21  | de Wit                                        | 24.904                              | Eigenschapsnaam                                                                     |
| 22  | Dijkstra                                      | 24.175                              | Adresnaam                                                                           |
| 23  | Smits                                         | 23.816                              | Beroepsnaam                                                                         |
| 24  | de Graaf                                      | 21.699                              | Beroepsnaam                                                                         |
| 25  | van der Meer, van de Meer                     | 21.354                              | Adresnaam                                                                           |
| 26  | van der Linden                                | 20.835                              | Adresnaam                                                                           |
| 27  | Kok                                           | 20.834                              | Beroepsnaam                                                                         |
| 28  | Jacobs                                        | 20.822                              | Afstammingsnaam (patroniem)                                                         |
| 29  | de Haan                                       | 20.707                              | Beroepsnaam, adresnaam, metaforische naam                                           |
| 30  | Vermeulen                                     | 20.633                              | Adresnaam                                                                           |
| 31  | van den Heuvel                                | 20.583                              | Adresnaam                                                                           |
| 32  | van der Veen, van de Veen                     | 19.847                              | Adresnaam                                                                           |
| 33  | van den Broek                                 | 18.998                              | Adresnaam                                                                           |
| 34  | de Bruijn, de Bruyn                           | 18.218                              | Eigenschapsnaam                                                                     |
| 35  | de Bruin                                      | 18.105                              | Eigenschapsnaam                                                                     |
| 36  | van der Heijden, van der Heyden               | 17.645                              | Adresnaam                                                                           |
| 37  | Schouten                                      | 17.626                              | Beroepsnaam                                                                         |
| 38  | van Beek                                      | 17.148                              | Adresnaam                                                                           |
| 39  | Willems                                       | 17.042                              | Afstammingsnaam (patroniem)                                                         |
| 40  | van Vliet                                     | 16.903                              | Adresnaam                                                                           |
| 41  | van de Ven, van der Ven                       | 16.282                              | Adresnaam                                                                           |
| 42  | Hoekstra                                      | 16.114                              | Adresnaam                                                                           |
| 43  | Maas                                          | 16.070                              | Adresnaam, afstammingsnaam (patroniem)                                              |
| 44  | Verhoeven                                     | 15.902                              | Adresnaam                                                                           |
| 45  | Koster                                        | 15.898                              | Beroepsnaam                                                                         |
| 46  | van Dam                                       | 15.729                              | Adresnaam                                                                           |
| 47  | van der Wal, van de Wal                       | 15.646                              | Adresnaam                                                                           |
| 48  | Prins                                         | 15.361                              | Adresnaam, beroepsnaam, metaforische naam, vondelingennaam                          |
| 49  | Blom                                          | 15.097                              | Afstammingsnaam (patroniem), adresnaam, beroepsnaam                                 |
| 50  | Huisman                                       | 15.043                              | Beroepsnaam                                                                         |
| 51  | Peeters                                       | 14.474                              | Afstammingsnaam (patroniem)                                                         |
| 52  | de Jonge                                      | 14.379                              | Eigenschapsnaam                                                                     |
| 53  | Kuipers                                       | 14.362                              | Beroepsnaam                                                                         |
| 54  | van Veen                                      | 14.199                              | Adresnaam                                                                           |
| 55  | Post                                          | 13.965                              | beroepsnaam, adresnaam, eigenschapsnaam                                             |
| 56  | Kuiper                                        | 13.803                              | Beroepsnaam                                                                         |
| 57  | Veenstra                                      | 13.626                              | Adresnaam                                                                           |
| 58  | Kramer                                        | 13.490                              | Beroepsnaam                                                                         |
| 59  | van den Brink, van de Brink                   | 13.459                              | Adresnaam                                                                           |
| 60  | Scholten                                      | 13.129                              | Afstammingsnaam (patroniem), adresnaam, beroepsnaam                                 |
| 61  | van Wijk                                      | 13.053                              | Adresnaam                                                                           |
| 62  | Postma                                        | 12.886                              | Beroepsnaam, adresnaam, eigenschapsnaam                                             |
| 63  | Martens                                       | 12.592                              | Afstammingsnaam (patroniem)                                                         |
| 64  | Vink                                          | 12.453                              | Beroepsnaam, metaforische naam, adresnaam, afstammingsnaam (patroniem)              |
| 65  | de Ruiter                                     | 12.297                              | Beroepsnaam, adresnaam                                                              |
| 66  | Timmermans                                    | 12.063                              | Beroepsnaam                                                                         |
| 67  | Groen                                         | 11.967                              | Adresnaam, eigenschapsnaam, vondelingennaam                                         |
| 68  | Gerritsen                                     | 11.861                              | Afstammingsnaam (patroniem)                                                         |
| 69  | Jonker                                        | 11.789                              | Adresnaam, beroepsnaam                                                              |
| 70  | van Loon                                      | 11.774                              | Adresnaam                                                                           |
| 71  | Boer                                          | 11.697                              | Beroepsnaam                                                                         |
| 72  | van der Velde, van den Velde, van de Velde    | 11.654                              | Adresnaam                                                                           |
| 73  | Willemsen                                     | 11.528                              | Afstammingsnaam (patroniem)                                                         |
| 74  | Smeets                                        | 11.502                              | Beroepsnaam                                                                         |
| 75  | de Lange                                      | 11.321                              | Eigenschapsnaam                                                                     |
| 76  | de Vos                                        | 11.304                              | Adresnaam, metaforische naam                                                        |
| 77  | Bosch                                         | 11.229                              | Adresnaam                                                                           |
| 78  | van Dongen                                    | 11.123                              | Adresnaam                                                                           |
| 79  | Schipper                                      | 11.088                              | Beroepsnaam                                                                         |
| 80  | de Koning                                     | 11.046                              | Adresnaam, beroepsnaam, eigenschapsnaam                                             |
| 81  | van der Laan                                  | 11.002                              | Adresnaam                                                                           |
| 82  | Koning                                        | 10.957                              | Adresnaam, beroepsnaam, eigenschapsnaam                                             |
| 83  | van der Velden, van de Velden, van den Velden | 10.918                              | Adresnaam                                                                           |
| 84  | Driessen                                      | 10.780                              | Afstammingsnaam (patroniem)                                                         |
| 85  | van Doorn                                     | 10.775                              | Adresnaam                                                                           |
| 86  | Hermans                                       | 10.641                              | Afstammingsnaam (patroniem)                                                         |
| 87  | Evers                                         | 10.578                              | Afstammingsnaam (patroniem)                                                         |
| 88  | van den Bosch                                 | 10.491                              | Adresnaam                                                                           |
| 89  | van der Meulen                                | 10.320                              | Adresnaam                                                                           |
| 90  | Hofman                                        | 10.271                              | Adresnaam                                                                           |
| 91  | Bosman                                        | 10.246                              | Adresnaam                                                                           |
| 92  | Wolters                                       | 10.241                              | Afstammingsnaam (patroniem)                                                         |
| 93  | Sanders                                       | 10.208                              | Afstammingsnaam (patroniem)                                                         |
| 94  | van der Horst                                 | 10.203                              | Adresnaam                                                                           |
| 95  | Mol                                           | 10.203                              | Beroepsnaam, afstammingsnaam (patroniem), metaforische naam                         |
| 96  | Kuijpers, Kuypers                             | 10.188                              | Beroepsnaam                                                                         |
| 97  | Molenaar                                      | 10.175                              | Beroepsnaam                                                                         |
| 98  | van de Pol, van den Pol, van der Pol          | 10.128                              | Adresnaam                                                                           |
| 99  | de Leeuw                                      | 10.101                              | Adresnaam, metaforische naam                                                        |
| 100 | Verbeek                                       | 9.775                               | Adresnaam                                                                           |